# Apparat
Sascha Ring (15 de junio de 1978, Quedlinburg, Alemania) más conocido por su nombre artístico Apparat es un compositor y DJ alemán de música electrónica. Es uno de los propietarios del sello Shitkatapult. Empezó con techno orientado a la pista de baile para ir pasándose a la música ambiental. Hace poco ha decidido "centrar su interés en diseñar sonidos en vez de beats". Su música actual está más cercana al glitch o a la música dance inteligente (IDM en sus siglas inglesas), acompañada de instrumentos de cuerda clásicos y otros sonidos.
En 2004, participó en una sesión de John Peel. Ha colaborado con Ellen Allien en el álbum Berlinette en 2003 y de nuevo en el 2006 en el álbum Orchestra of Bubbles.
Así mismo, forma parte junto con Gernot Bronsert y Sebastian Szary (Modeselektor), el grupo Moderat, con el que en el 2009 lanzarían su primer álbum homónimo.
El tema ‘Goodbye’, que pertenece al disco The Devil's Walk (2011),  figura en como tema de presentación de la serie de Netflix Dark y también como banda sonora del capítulo 13 de Breaking Bad (Temporada 4).

## Discografía

### Sencillos y EP
- Algorythm - 2001
- Koax - 2003
- Can't Computerize it - 2004
- Duplex (Remixes) - 2004
- Shapemodes EP - 2005
- Silizium - 2005
- Berlin, Montreal, Tel Aviv (Selected Live Recordings) - 2006
- Holdon - 2007
- Sayulita (DJ-Kicks) (!K7, 2010)
- Ash/Black Veil (2011)
- Black Water (2011) UK:#68
- Song of Los (2011)
- Candil de la Calle" (2012)
- Dawan (2019)

### Álbumes
- Multifunktionsebene - 2001
- Ttrial and Error - 2002
- Dúplex - 2003
- Live 2004
- Orchestra of Bubbles - 2006 (con Ellen Allien)
- Walls (álbum)|Walls - 2007 -
- The Devil's Walk - 2011
- Krieg & Frieden - 2013
- LP5 (2019)